# ヨハネス・リンゲルバッハ
ヨハネス・リンゲルバッハ（Johannes Lingelbach、1622年10月10日 - 1674年11月3日） は、ドイツ生まれのオランダの画家。ローマで修行した後、アムステルダムで働いた。風俗画や歴史画、「カプリッチョ」(奇想画)と呼ばれる空想的なイタリアの風景画も描いた。

## 略歴
フランクフルトで生まれた。父親は技術者で、家族と1634年にアムステルダムに移った。1642年に、フランス、イタリアへ旅し、ローマでピーテル・ファン・ラール(1592/1599-1642)らによって形成された「バンボッチャンティ(バンボッチオ派)」と呼ばれるネーデルランドの風俗画家たちのグループの中で活動した。1650年5月にローマを離れ、ドイツを旅して、6月にアムステルダムに戻ったと考えられている。 
リンゲルバッハの作品には、当時人気のあった風景画家、フィリップス・ワウウェルマン(1619-1668)の影響が見られるとされ、メインデルト・ホッベマ(1638-1709)やヤン・ファン・デル・ヘイデン(1637-1712)、コルネリス・デッケル(c.1619-1678)といった風景画家と共作し、人物や動物を描いたとされる。建築画の分野ではローマで知り合っていたと考えられるヴィヴィアノ・コダッツィ(c.1604-1670)のスタイルの「ヴェドゥータ」(都市景観画)や「カプリッチョ」(奇想画)も描いた。

## 作品

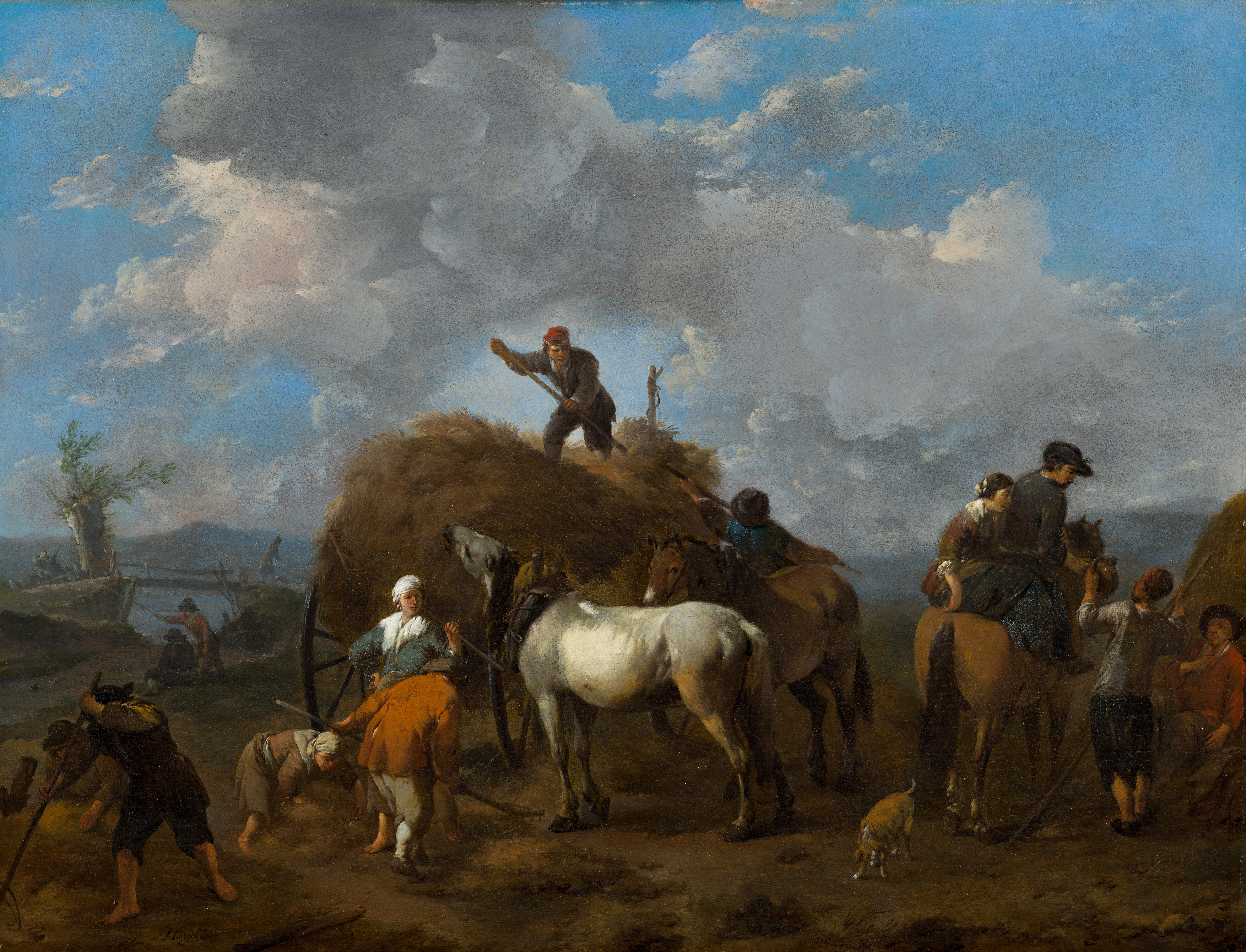
干し草の収穫 (1644) マウリッツハイス美術館蔵
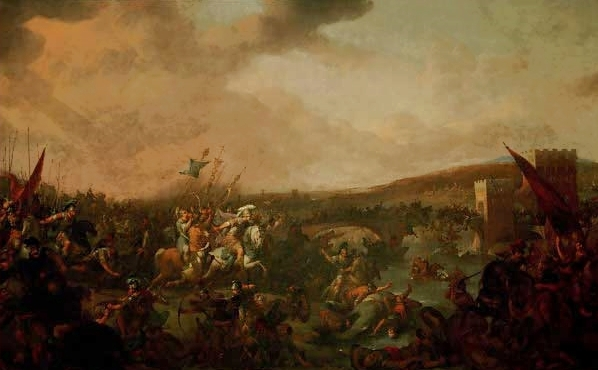
ミルウィウス橋の戦い (c.1650)
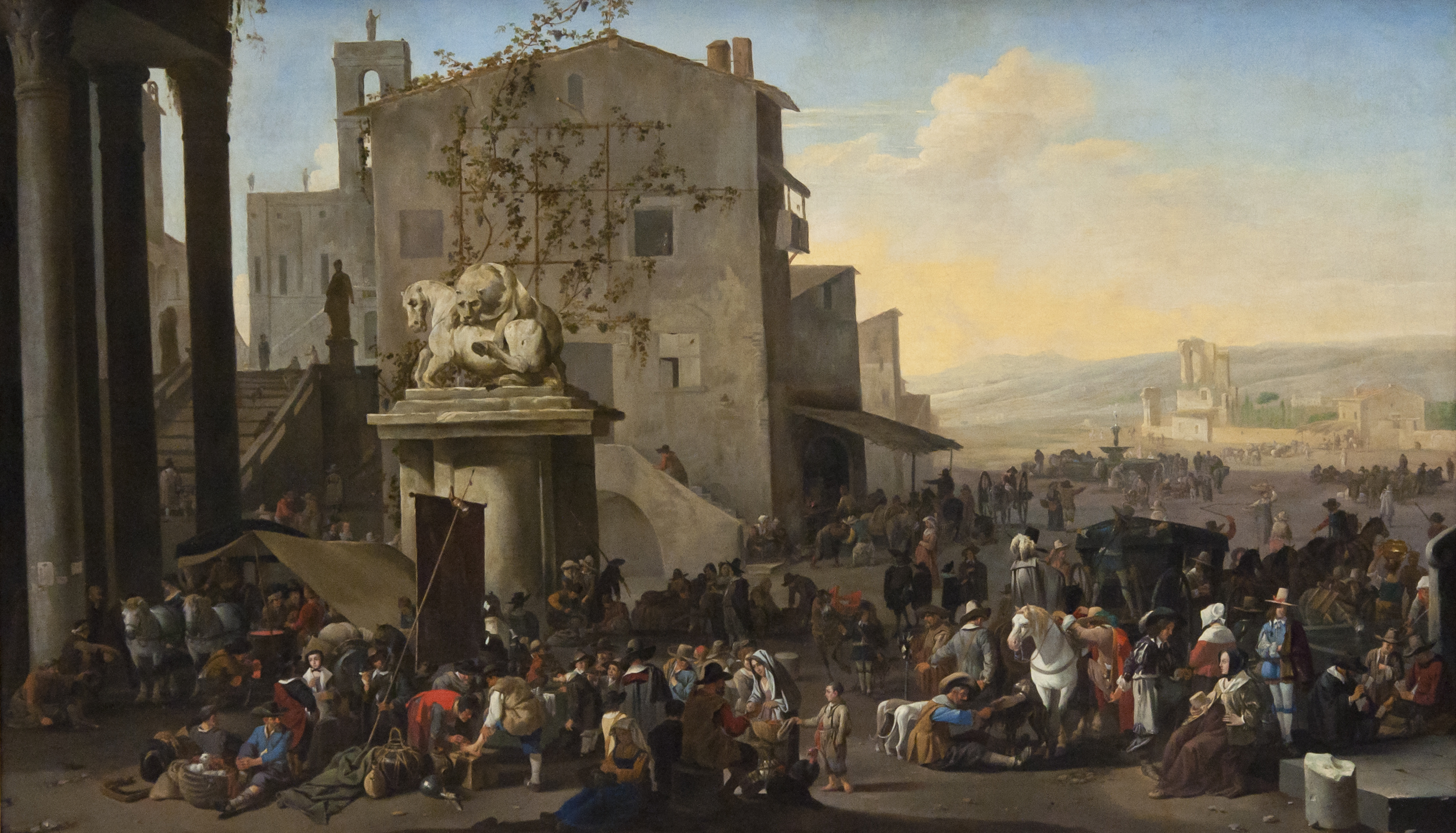
カンポ・ヴァッキーノ(Campo Vaccino) (1653) ベルギー王立美術館蔵
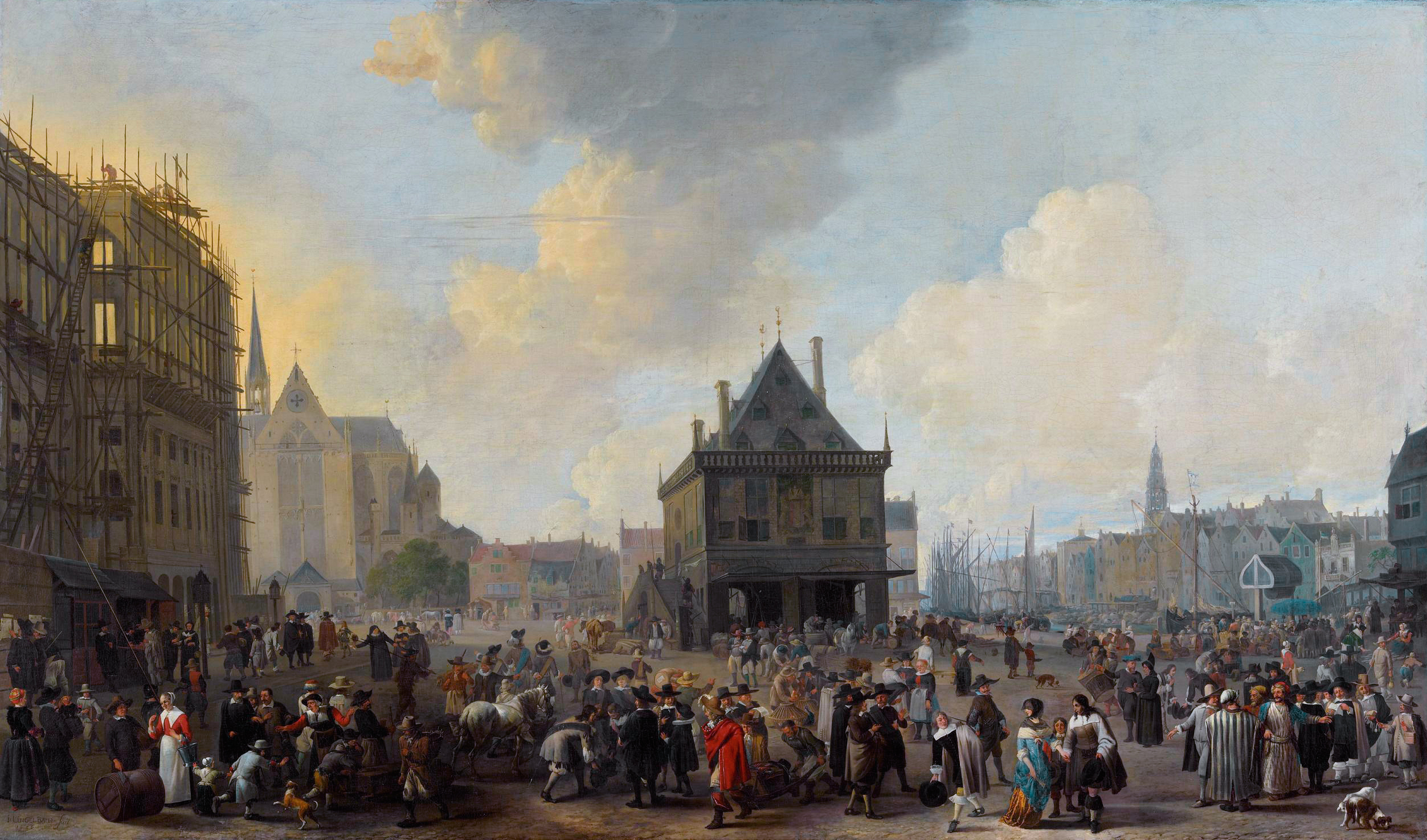
新市庁舎建設中のダム広場 (1658) アムステルダム博物館蔵
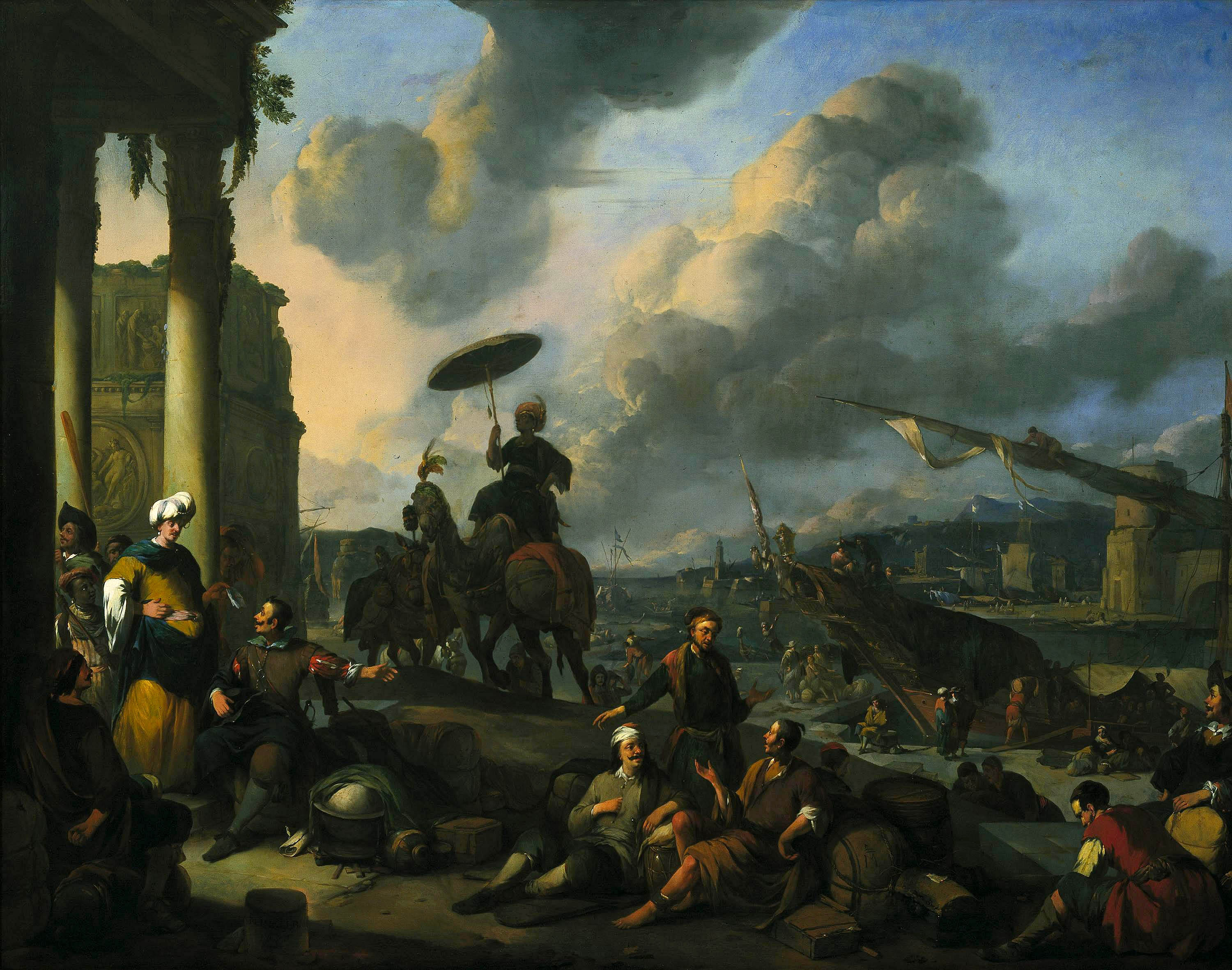
地中海の港 (1670) マウリッツハイス美術館蔵
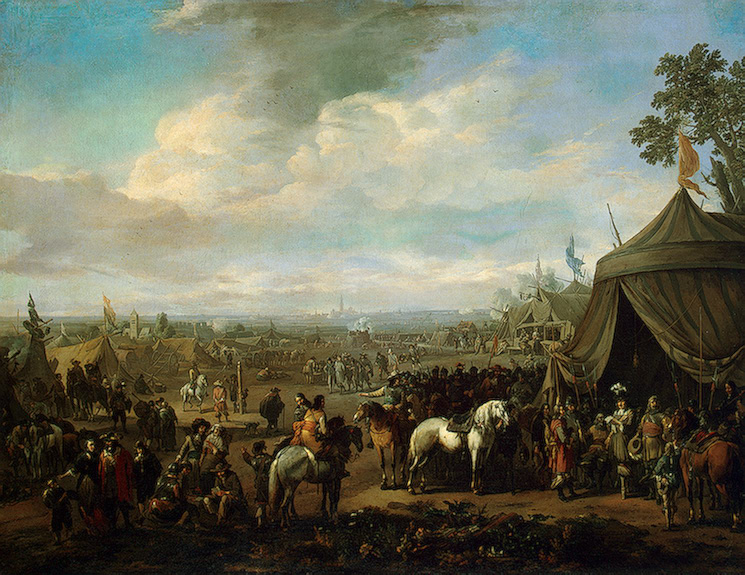
スペイン兵に包囲されるフランドルの街 (1673) エルミタージュ美術館蔵